# Wewnętrzne sanktuarium (film)
Wewnętrzne sanktuarium (tytuł oryg. Inner Sanctum) – amerykański thriller z roku 1991, w reżyserii  Freda Olena Raya.

## Obsada
- Tanya Roberts – Lynn Foster
- Margaux Hemingway – Anna Rawlins
- Joseph Bottoms – Baxter Reed
- Valerie Wildman – Jennifer Reed
- Brett Baxter Clark – Neil Semple
- Suzanne Ager – Maureen
- Jay Richardson – porucznik Wanamaker
- William Butler – Jeff Seigel
- Ted Newsom – sierżant Levy

## Fabuła
Jennifer Reed, dziedziczka ogromnej fortuny, żyje w przekonaniu, że jej mąż Baxter – agent ubezpieczeniowy z Los Angeles – ją zdradza. Nie mogąc się z tym pogodzić i chcąc wzbudzić z Baxterze poczucie winy, zażywa pełne opakowanie pigułek nasennych. Któregoś dnia Jennifer zsuwa się po schodach i spada.
Kilka tygodni później Jennifer porusza się na wózku inwalidzkim i jeszcze bardziej staje się zazdrosna o męża. Tym bardziej, że Baxter nie poświęca wiele czasu chorej żonie i angażuje do pomocy pielęgniarkę Lynn Foster. Ta już wcześniej opiekowała się pacjentem w domu, gdzie nastąpił tajemniczy zgon. Wtedy Lynn poślubiła wdowca, ale i on zmarł w tajemniczych okolicznościach.
Baxter jest pochłonięty robieniem kariery. Próbuje romansować z koleżanką z biura Anną Rawlins, która jednak nie odwzajemnia jego uczuć. Co więcej, podejrzewa Baxtera, że chce on pozbyć się swojej żony.
Jennifer odkrywa, że ktoś zaczął śledzić jej dom, a sąsiad zdaje się znać Lynn. Na dodatek dowiaduje się, że śmierć pani Reed warta jest równe milion dolarów w polisie ubezpieczeniowej; pieniądze te jednak nie zostaną wypłacone w wypadku samobójstwa, a jedynie morderstwa.